# Natalya Shikolenko
Pour les articles homonymes, voir Shikolenko.
Natalya Ivanovna Shikolenko (en biélorusse : Наталля Іванаўна Шыколенка ; en russe : Наталья Ивановна Шиколенко), née le 1er août 1964 à Andijan (république socialiste soviétique d'Ouzbékistan, URSS) et morte en mai 2025 à Guelendjik (Russie), est une athlète soviétique puis biélorusse spécialiste du lancer du javelot qui s'est illustrée en remportant le titre mondial en 1995.

## Carrière sportive
Natalya Shikolenko remporte le titre national d'Union Soviétique en 1990 et 1991, puis de la Communauté des États indépendants en 1992. Elle participe cette année-là aux Jeux olympiques d'été de 1992 de Barcelone sous la bannière olympique de l'Équipe unifiée des anciennes République d'URSS. Devancée de 8 cm par l'Allemande Silke Renk, elle remporte la médaille d'argent avec une marque à 68,26 m. À partir de 1993, Shikolenko concourt sous les couleurs de la Biélorussie. Elle termine à la troisième place des Championnats du monde 1993 de Stuttgart avec 65,64 m.
Le 8 août 1995, Natalya Shikolenko remporte son premier titre majeur international à l'occasion des Championnats du monde 1995 tenus à Göteborg, devançant avec 67,56 m la Roumaine Felicia Țilea-Moldovan.
Elle met un terme à sa carrière sportive à l'issue des Jeux olympiques de 1996 d'Atlanta après avoir pris la douzième place de la finale.

## Palmarès

### Jeux olympiques
- Jeux olympiques d'été de 1992 à Barcelone :
  -  Médaille d'argent du lancer du javelot.

### Championnats du monde
- Championnats du monde 1993 à Stuttgart :
  -  Médaille de bronze du lancer du javelot.
- Championnats du monde 1995 à Göteborg :
  -  Médaille d'or du lancer du javelot.